# Теналья, Науэль
Факундо Науэль Теналья (исп. Facundo Nahuel Tenaglia; род. 21 февраля 1996, Саладильо, Буэнос-Айрес) — аргентинский футболист, защитник клуба «Алавес».

## Клубная карьера
Теналья — воспитанник клуба «Атланта». 26 октября 2016 года в матче против «Сан-Тельмо» он дебютировал в Примера B Метрополитана. В 2017 году Теналья перешёл в «Тальерес». 10 декабря в матче против «Колона» он дебютировал в аргентинской Примере. 30 сентября 2019 года в поединке против «Индепендьенте» Науэль забил свой первый гол за «Тальерес».
В начале 2022 года Теналья был арендован испанским «Алавесом». 5 февраля в матче против «Эльче» он дебютировал в Ла Лиге. По итогам сезона клуб вылетел в Сегунду. 10 сентября в поединке против «Луго» Науэль забил свой первый гол за «Алавес». По итогам сезона Теналья помог команде вернуться в элиту, а клуб выкупил трансфер игрока.